# Tétrazène
Ne doit pas être confondu avec tétrazine, tétracène ou tétrazène explosif.
Le tétrazène est un composé chimique dont la formule est N4H4. Dans la nomenclature de l'UICPA, les dérivés de ce composé sont nommés collectivement « tétrazènes ». Le dérivé le plus connu est le tétrazène explosif (communément appelé « tétrazène »), qui est utilisé pour contrôler la sensibilité des composés d'allumage.

## Propriétés
Le tétrazène possède onze isomères. Le plus stable d'entre eux est le 2-tétrazène (NH2-N=N-NH2), qui possède une enthalpie standard de formation de 301,3 kJ/mol. Les onze isomères peuvent être rangés en trois groupes : les tétrazènes à chaîne linéaire, les cyclotétrazanes à quatre atomes et les cyclotriazanes à trois atomes. Chaque tétrazène à chaîne linéaire possède une liaison double N=N et deux liaisons simples N-N tandis que les cyclotétrazènes ne possèdent aucune double liaison. La tautomérisation peut se faire entre les isomères. Le composant ionique azoture d'ammonium est aussi un isomère de constitution du tétrazène.